# Mammillaria laui
Mammillaria laui là một loài thực vật có hoa trong họ Cactaceae. Loài này được D.R. Hunt mô tả khoa học đầu tiên năm 1979.

## Hình ảnh

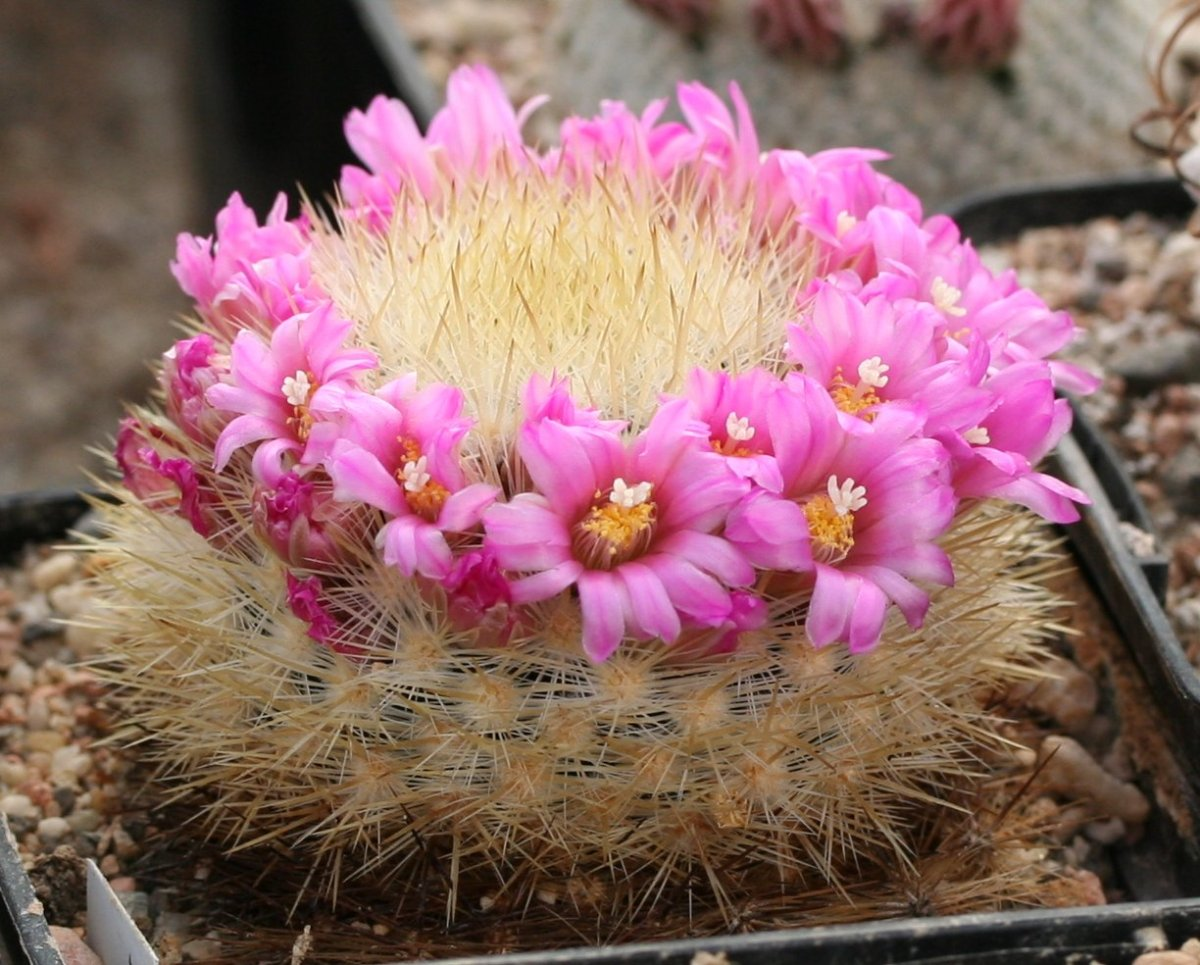
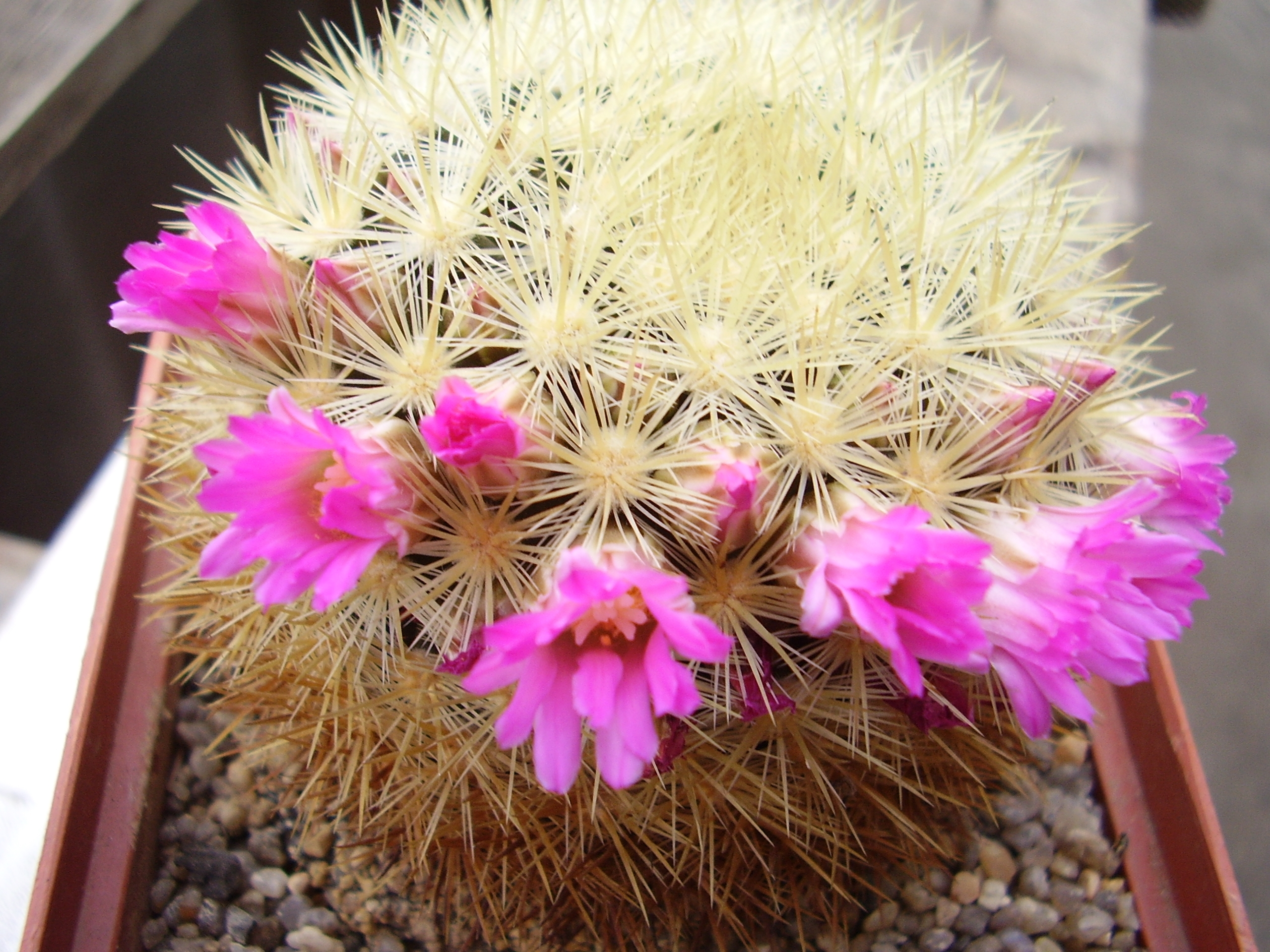
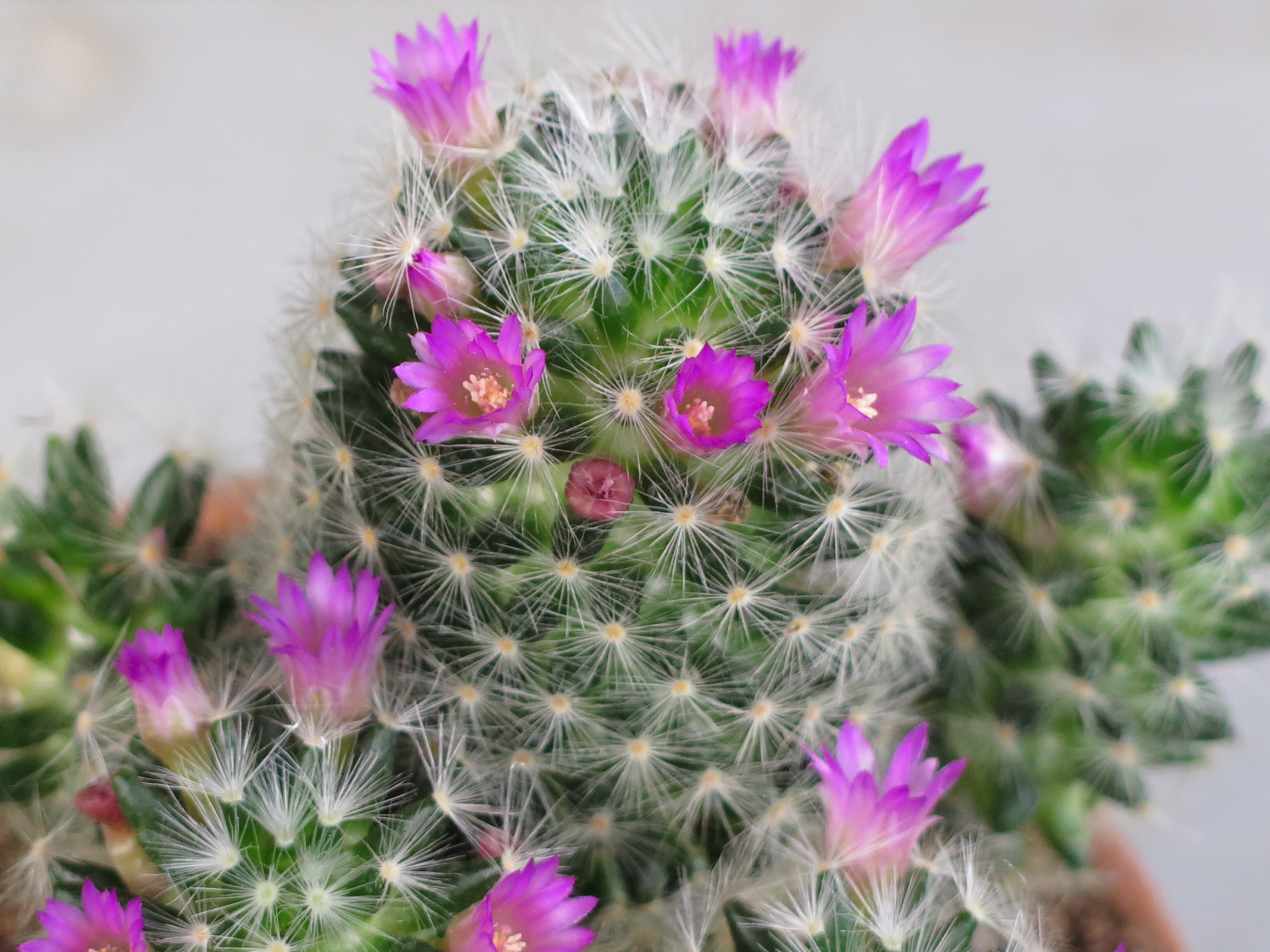